# ويليام تايلور
ويليام تايلور (بالإنجليزية: William Taylor)‏ (7 مايو 1821 في المملكة المتحدة - 29 مارس 1878 في المملكة المتحدة) هو لاعب كريكت بريطاني (وحمل سابقاً جنسية المملكة المتحدة لبريطانيا العظمى وأيرلندا). لعب مع نادي مقاطعة سري للكريكت ‏.

## وصلات خارجية
- ويليام تايلور على موقع إي آس بي آن كريك إنفو (الإنجليزية)